# سارة هويلز
سارة هويلز (بالإنجليزية: Sarah Howells)‏ هي مغنية وكاتبة غنائية بريطانية، ولدت في القرن العشرين.

## وصلات خارجية
- سارة هويلز على موقع ميوزك برينز (الإنجليزية)
- سارة هويلز على موقع ديسكوغز (الإنجليزية)